# К Квинтию
«К Кви́нтию» — условное название стихотворения римского поэта Гая Валерия Катулла, включённого в состав посмертного сборника («Книги Катулла Веронского») под номером 82. Автор здесь обращается к некоему Квинтию с просьбой не отнимать у него то, что дороже зрения. Речь здесь явно идёт о соперничестве из-за женщины. Комментаторы долго полагали, что это Лесбия, позже победило мнение об Авфилене, которой адресованы стихотворения 110 и 111.
Квинтий — это, вероятно, веронец, упомянутый в стихотворении № 100 («К Целию»). В стихотворении № 86 («На Квинтию»), возможно, фигурирует его сестра.